# Bugnerowicz

Herb w wersji Ostrowskiego i Gajla

Herb w wersji Szymańskiego

Bugnerowicz (Pomian odmienny II) – polski herb szlachecki z nobilitacji, odmiana herbu Pomian.

## Opis herbu
Opis zgodnie z klasycznymi regułami blazonowania:
Istnieją rozbieżności na temat wyglądu tego herbu. Tadeusz Gajl, za Ostrowskim, przytacza następującą wersję:
W polu złotym, głowa żubrza czarna, przeszyta mieczem w skos.
Klejnot - ramię zbrojne trzymające włócznię ostrzem w dół w skos.
Labry czarne, podbite złotem.
Józef Szymański rekonstruuje herb inaczej:
W polu czerwonym głowa żubrza czarna, na której mieczem w skos.
Klejnot - ramię zbrojne, trzymające szablę.

## Najwcześniejsze wzmianki
Nobilitacja Wojciecha Bugnerowicza z 16 marca 1595.

## Herbowni
Bugnerowicz.